# Chloe Esposito
Chloe Esposito, OAM (* 17. September 1991 in Camden) ist eine australische Pentathletin und Olympiasiegerin.

## Leben
Chloe Esposito nahm 2012 erstmals an Olympischen Spielen teil. Sie belegte am Ende den siebten Rang. Bei den Olympischen Spielen 2016 in Rio de Janeiro wurde sie Olympiasiegerin und gewann gleichzeitig die erste Medaille für Australien im Modernen Fünfkampf. Mit 1372 Punkten stellte sich gleichzeitig einen olympischen Rekord auf.
Ihre Schwester Emily und ihr Bruder Max sind ebenfalls Pentathleten. Ihr Vater und Trainer Daniel nahm am Modernen Fünfkampfwettbewerb bei den Olympischen Spielen 1984 in Los Angeles teil.